# Asellariomycetes
Asellariales é uma ordem de fungos classificados em Kickxellomycotina.
Entre as espécies incluídas contam-se Asellaria dactylopus e Asellaria jatibonicua.